# Shaul Mofaz
Shaul Mofaz (Téhéran, Iran, 1948) est un militaire et homme politique israélien, ancien chef d'état-major des forces israéliennes. Il est connu comme étant le premier individu d'origine iranienne à occuper ce poste. Né à Téhéran de parents originaires d'Ispahan, Shaul Mofaz immigre en Israël avec sa famille en 1957.

## Carrière militaire
Après ses études, il rejoint Forces de défense d'Israël en 1966 et sert dans des troupes aéroportées. Il participe à la guerre des Six Jours, à la guerre de Kippour, à la guerre du Liban en 1982. Il participe au raid d'Entebbe avec les troupes aéroportées Sayeret Matkal, une unité d'élite des forces spéciales. Il est alors le second de Yonatan Netanyahou, le frère de Benyamin Netanyahou.
Shaul Mofaz est nommé commandant de brigade d'infanterie pendant la guerre du Liban en 1982. Il est brièvement nommé commandant de l'école d'officier avant de retourner au service en tant que commandant des troupes aéroportées en 1986.
Shaul Mofaz poursuit sa carrière militaire, il est promu au rang de général de brigade en 1988. En 1993, il devient commandant de Forces de défense d'Israël en Cisjordanie. En 1994, il est promu Général major des troupes du sud. Son évolution rapide continue. En 1997, il est nommé sous-chef d'état major et en 1998 il est nommé chef d'état major.
Pendant sa présence à l'état-major, l'armée israélienne connait des réformes financières et structurelles. Mais le fait le plus marquant est l'éruption de la seconde Intifada. Shaul Mofaz avait prévu dès 1999 la vague de violence qui commence et prépare Tsahal à mener une guerre de rue intense dans les territoires occupés. Il fait fortifier les postes frontières de la bande de Gaza et fait en sorte de maintenir à un niveau très bas le nombre de victimes dans l'armée. Néanmoins, il est largement critiqué par la gauche israélienne sur les méthodes qu'il impose, comme la destruction des maisons des terroristes.
Le 6 mai 2001, selon plusieurs officiers en poste en Cisjordanie, Shaul Mofaz affirme qu'il faut « rechercher le contact avec l'ennemi », c'est-à-dire avec « Les [Palestiniens] armés », et affirme : « Chaque bataille doit se terminer par dix cadavres ». Le lendemain, un lieutenant colonel donne l'ordre de tirer sur cinq policiers palestiniens. Un meurt et deux autres sont blessés. Tsahal reconnaît que c'était une erreur après avoir affirmé le contraire. Le lieutenant, qui ne sera pas sanctionné, affirme avoir agi sous les ordres de Mofaz.

## Carrière politique
Shaul Mofaz sert sous trois différents premiers ministres. Il est nommé chef d'état-major par le premier ministre Benjamin Netanyahu en 1998, puis sous le gouvernement du premier ministre Ehud Barak, et est nommé ministre de la défense sous le gouvernement du premier ministre Ariel Sharon, après la crise gouvernementale de 2002.
Après avoir quitté Tsahal, Shaul Mofaz rejoint le Likoud. Il fait partie des conservateurs de ce parti: malgré le fait qu'il soit pour un accord avec les Palestiniens, il est déterminé à liquider Yasser Arafat, et n'est pas disposé à faire le moindre compromis dans la guerre contre les mouvements terroristes comme le Hamas, le Jihad islamique palestinien et les brigades des martyrs d'Al-Aqsa.
Le 21 novembre 2005, Shaul Mofaz refuse l'invitation d'Ariel Sharon pour rejoindre son nouveau parti Kadima, et annonce au contraire sa candidature pour la direction du Likoud. Le 11 décembre 2005, un porte-parole de la nouvelle formation politique du Premier ministre Ariel Sharon annonce finalement que Shaul Mofaz a décidé de quitter le Likoud pour rejoindre le parti Kadima. À trois mois des élections législatives anticipées de mars 2006, cette décision surprise est une dernière défection en date au plus haut rang du Likoud. Celle-ci affaiblit un peu plus le parti qui a dominé la vie politique israélienne des trente dernières années. Le ministre de la Défense a été battu par Benjamin Netanyahou lors de l'élection pour la direction du Likoud le 19 décembre 2005.
En 2008, Mofaz se présente à la présidence de Kadima, mais il est battu de justesse par Tzipi Livni.
Kadima ne participe pas au gouvernement formé par Benyamin Netanyahou après les législatives de 2009.
Le 27 mars 2012, il est élu président de Kadima en battant Tzipi Livni (61,7 % contre 37,2 %).
En janvier 2013, il est réélu à la Knesset (19e Knesset) mais Kadima n'obtient que deux députés (Mofaz et Yisrael Hasson), tandis que le nouveau parti créé par Tzipi Livni, Hatnuah, en obtient six.
En janvier 2015, ne trouvant de place sur aucune liste en vue des élections à la 20e Knesset, Mofaz annonce qu'il arrête sa carrière politique,.

## Fonctions
- Du 4 novembre 2002 au 4 mai 2006 : ministre de la Défense.
- Du 4 mai 2006 au 31 mars 2009 : 5e vice-premier ministre et ministre des Transports et de la Sécurité routière.
- Du 8 mai 2012 à juillet 2012 : vice-Premier ministre et ministre sans portefeuille

## Dans la fiction
- Le film Les Citronniers d'Eran Riklis, sorti en 2008, tire son argument d'un contentieux ayant opposé Shaul Mofaz à un plaignant palestinien possédant un terrain voisin et dont Mofaz avait obtenu l'arrachage de citronniers.